# Mesorregión del Este Maranhense
La Mesorregión del Este Maranhense es una de las cinco  mesorregiones del estado brasileño del Maranhão. Es formada por la unión de 44 municipios agrupados en seis  microrregiones.

## Microrregiones
- Baixo Parnaíba Maranhense
- Caxias
- Chapadas del Alto Itapecuru
- Chapadinha
- Codó
- Coelho Neto

- Datos: Q2540224